# Kilian Tripier
Pour les articles homonymes, voir Tripier.
Pas d'image ? Cliquez ici

a Compétitions nationales et continentales officielles uniquement.

Dernière mise à jour le 25 octobre 2024.
Kilian Tripier, né le 30 octobre 1996, est un joueur français de rugby à XV évoluant au poste de talonneur au CS Bourgoin-Jallieu.

## Biographie
Kilian Tripier commence le rugby à XV à l'école de rugby du AS Forgeron commentryens avant d'intégrer le Montluçon Rugby puis de rejoindre le centre de formation de l'ASM Clermont où il est notamment capitaine de l'équipe espoir et vainqueur du Championnat de France espoirs en 2018,,.
En 2018, il rejoint le RC Hyères Carqueiranne La Crau en Fédérale 1,. Pour sa première saison dans son nouveau club, il inscrit dix essais en vingt rencontres dont seulement neuf titularisations.
Le 18 janvier 2021, Tripier rejoint l'US Montauban en Pro D2. Il dispute son premier match le 23 janvier contre le Biarritz olympique.
À l'intersaison 2021, il rejoint le CS Bourgoin-Jallieu en championnat de Nationale. En mars 2022, il prolonge son contrat jusqu'en 2024. Lors de sa première saison à Bourgoin, Tripier inscrit onze essais. Le 18 novembre 2023, il inscrit trois essais lors d'un même match de Championnat contre Blagnac Rugby. À l'issue de la saison 2023-2024, il quitte le CS Bourgoin-Jallieu.
Pour la saison suivante, il s'engage avec son ancien club du RC Hyères Carqueiranne La Crau mais celui-ci dépose le bilan durant l'été 2024 et Kilian Tripier se retrouve alors sans club.

## Palmarès
- Vainqueur du Championnat de France espoirs en 2018 avec l'ASM Clermont.